# Кролики (комик-дуэт)
 «Кролики» — украинский комический дуэт народных артистов Украины Владимира Данильца и Владимира Моисеенко. Работают на русском и украинском языках.

## История

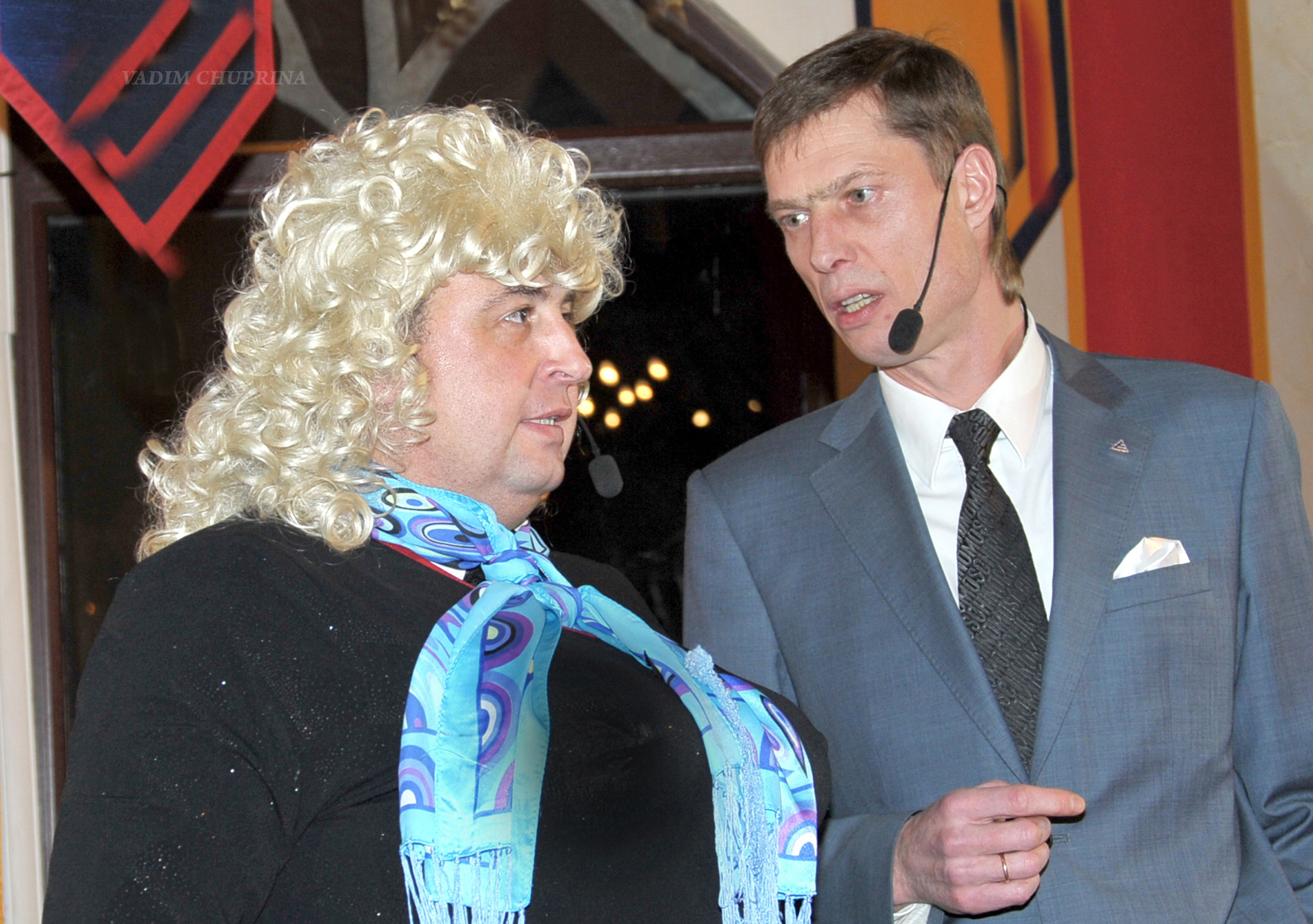
Владимир Данилец и Владимир Моисеенко в 2009 году

Дуэт создан в 1987 году режиссёром Укрконцерта Евгением Викторовичем Перебийносом (июль 1943), который до сих пор является режиссёром этого коллектива. Все трое проживают в Киеве.
Название произошло от миниатюры минского автора Владимира Перцова «Кролики — это не только ценный мех» (1986). Миниатюра первоначально была написана в качестве сюжета сатирического киножурнала «Фитиль» (Фитиль № 326 «Ради нескольких строчек» (1989), где роли исполняли Александр Панкратов-Чёрный и Борислав Брондуков. Перцов много лет был основным автором дуэта.
Кроме Перцова, для «Кроликов» писали Наталья Коростелёва, Марьян Беленький, Лилия Моцарь и другие авторы. Одним из наиболее известных выступлений является миниатюра «Жертва рекламы», представляющая собой пародию на рекламный ролик порошка Tide с Владимиром Тишко.
В 2009 году дуэт принимает участие в комедийном шоу «Смешнее, чем кролики», которое сначала выходило на канале СТС, а потом переехало на канал ДТВ.
С октября 2020 года Данилец и Моисеенко ведут собственную программу «15 минут о наболевшем» на украинском телеканале 112 Украина.